# Bouwbesluit
Het Nederlandse Bouwbesluit was een verzameling technische en andere voorschriften die golden voor het bouwen van een bouwwerk, de staat van een bestaand bouwwerk en het in gebruik nemen of gebruiken van een bouwwerk, bijvoorbeeld voor woningen, kantoren, winkels en ziekenhuizen. Het Bouwbesluit bevat voorschriften met betrekking tot onder andere veiligheid, gezondheid, bruikbaarheid, energiezuinigheid en milieu. Er is overgangsrecht opgenomen voor (toepassingen van) gebouwen die al bestonden op het moment van het van kracht worden van (een eerdere versie van) het Besluit.
Er waren drie versies van de wet: het Bouwbesluit 1992, het Bouwbesluit 2003 en het Bouwbesluit 2012. Per 1 januari 2024 zijn de bepalingen van het Bouwbesluit 2012 opgegaan in het nieuwe Besluit bouwwerken leefomgeving (Bbl). 

## Bouwbesluit 1992
Het eerste Bouwbesluit trad in 1992 in werking en daarmee werden de technische bouwvoorschriften voor het hele land gelijk. Tot dan toe lagen deze vast in gemeentelijke bouwverordeningen. De VNG had hiervoor een model-bouwverordening uitgegeven.

## Bouwbesluit 2003
Op 1 januari 2003 werd het Bouwbesluit 2003 van kracht, een vernieuwde versie van het Bouwbesluit uit 1992. Een van de wijzigingen was het schrappen van de verplichting van de aanwezigheid van buitenruimten en (buiten)berging bij nieuwbouwwoningen en een balkon of dakterras bij appartementen, in het kader van deregulering.

## Bouwbesluit 2012
Op 1 april 2012 werd een nieuw Bouwbesluit ingevoerd, waarin onder andere het Sloopbesluit en het Gebruiksbesluit verwerkt is. De nieuwe versie van het Bouwbesluit 2012 is op de website van de overheid in te zien. De recentste versie is van 17 oktober 2018.
Het Nederlands Bouwbesluit 2012 en de bijbehorende Regeling bouwbesluit 2012 verwijzen voor de invulling van de normen naar de NEN-normbladen van de Stichting Nederlands Normalisatie-instituut (NNI) en de Eurocodes, die de Technische Grondslagen voor berekening van Bouwconstructies (TGB, NEN 6700 t/m NEN 6790) vervangen.
Omdat marktwerking geen garantie bleek te bieden voor de realisatie van buitenruimtevoorzieningen, die in het Bouwbesluit 2003 geschrapt waren, besloot minister Vogelaar van Wonen, Wijken en Integratie om de voorschriften voor fietsenberging en buitenruimte weer op te nemen in de bouwregelgeving. De eisen voor een buitenberging en een buitenruimte bij nieuwbouw van woningen keren na een afwezigheid sinds 2003 terug in het Bouwbesluit.
Per 1 januari 2024 werd het Bouwbesluit 2012 opgevolgd door het Besluit bouwwerken leefomgeving.